# Ирандуст, Далехо
Далехо Ирандуст (швед. Daleho Irandust; 4 июня 1998, Гётеборг, Швеция) — шведский и сирийский футболист, вингер клуба «Броммапойкарна» и сборной Сирии. Выступал за сборную Швеции.

## Клубная карьера
Ирандуст — воспитанник клубов «Бальтрёпс», ГАИС и «Хеккен». 9 апреля 2017 года в матче против «Юргордена» он дебютировал в Аллсвенскан лиге, в составе последнего. 5 мая в поединке против «Сириуса» Далехо забил свой первый гол за «Хеккен».
31 августа 2021 года перешёл в нидерландский «Гронинген», подписав с клубом пятилетний контракт.